# Ponte Presidente Dutra (rio São Francisco)

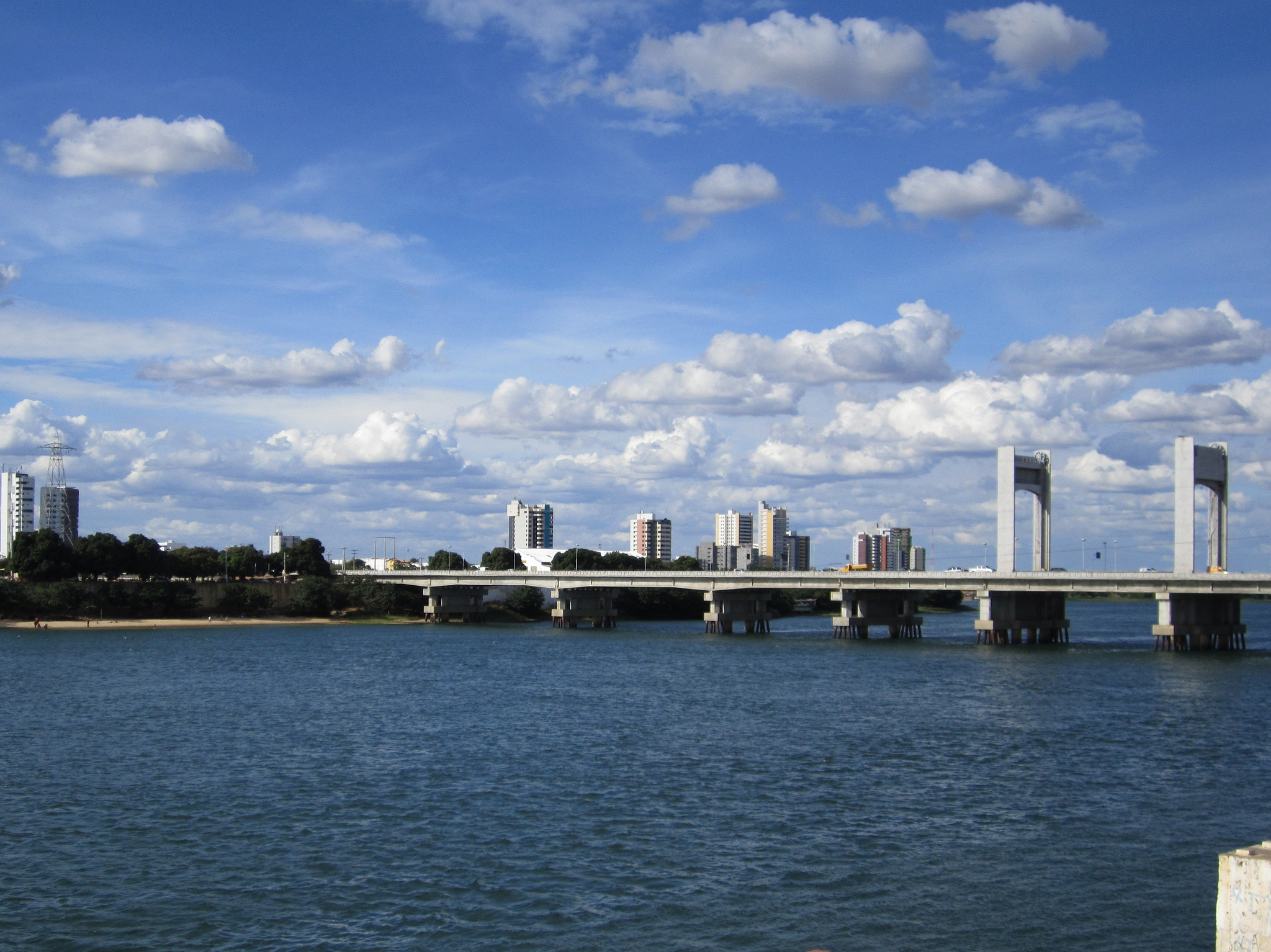
Imagem da ponte com a orla de Petrolina ao fundo

Presidente Dutra é uma ponte que liga os municípios de Petrolina, em Pernambuco, e Juazeiro na Bahia, cidades que formam juntas o maior aglomerado urbano do semiárido brasileiro. Foi construída na década de 1950. Tem um tráfego diário de cerca de 40 mil veículos e extensão de 801 metros sobre o Rio São Francisco.
A Presidente Dutra foi a segunda ponte em concreto protendido (concretos com fios ou cabos de aço especiais de protensão) do Brasil. A execução foi feita por um consórcio entre a firma brasileira Estacas Franki Ltda. (de origem belga) e a firma francesa Entreprises Campenon Bernard. O projeto foi concebido por Eugéne Freyssinet e o cálculo foi desenvolvido na França, por sua equipe. A concorrência para execução desta ponte foi em maio de 1949.